# Songs for the Front Row
Songs for the Front Row es un álbum de grandes éxitos de la banda británica de rock Ocean Colour Scene.
Las pistas 1-5 son de Moseley Shoals, istas 6-10 de Marchin' Already, pistas 11-13 de One from the Modern y pistas 14-15 de Mechanical Wonder.

## Lista de canciones
1. "The Riverboat Song"
2. "The Day We Caught the Train"
3. "One for the Road"
4. "The Circle"
5. "You've Got It Bad"
6. "Hundred Mile High City"
7. "Better Day"
8. "Travellers Tune"
9. "Get Blown Away"
10. "It's a Beautiful Thing" (radio edit)
11. "Profit in Peace"
12. "So Low"
13. "July" (versión sencillo)
14. "Up on the Downside" (radio edit)
15. "Mechanical Wonder"
16. "Huckleberry Grove"
17. "Robin Hood" (directo en Royal Albert Hall)
18. "Crazy Lowdown Ways"

Disco extra
1. "Hundred Mile High City" [directo]
2. "Profit in Peace" [directo]
3. "Riverboat Song" [directo]
4. "I Wanna Stay Alive With You" [directo]
5. "Get Away" [directo]